# Aalt Toersen
Aalt Toersen (Staphorst, 6 de noviembre de 1945) es un expiloto de motociclismo neerlandés, que compitió en el 1967 hasta 1972. Sus mejores años fueron en 1969 y 1970 cuando acabó subcampeón en las dos campeonatos de 50 cc (ambos por detrás de Ángel Nieto.

## Biografía
Después de haber iniciado en el mundo del motocross, pasa a la carretera ganando los títulos nacionales holandeses de 1966 y 1968, su carrera se centrará en las pequeñas cilindradas, particularmente en la de 50cc.
Durante la mayor parte de su carrera compitió con Kreidler en el equipo administrado por Van Veen y con su compatriota Jan de Vries, mudándose a Jamathi en 1970 (un pequeño fabricante de motocicletas neerlandés).
Estuvo presente en las competiciones del Mundial obteniendo seis victorias en 1969 y 1970. Su primera victoria se registró en el Gran Premio de España de 50cc de 1969 y la última en el Gran Premio de Checoslovaquia de 50cc de 1970.
En 1968 obtuvo también tres récords de velocidad de la cilindrada, siempre con Kreidler.

## Resultados en el Campeonato del Mundo
Sistema de puntuación desde 1950 hasta 1968:
| Posición | 1.º | 2.º | 3.º | 4.º | 5.º | 6.º |
| Puntos   | 8   | 6   | 4   | 3   | 2   | 1   |

Sistema de puntuación desde 1969 hasta 1987:
| Posición | 1.º | 2.º | 3.º | 4.º | 5.º | 6.º | 7.º | 8.º | 9.º | 10.º |
| Puntos   | 15  | 12  | 10  | 8   | 6   | 5   | 4   | 3   | 2   | 1    |

### Carreras por año
(Carreras en negrita indica pole position, carreras en cursiva indica vuelta rápida)
| Año  | Cat.   | Equipo   | 1       | 2     | 3     | 4       | 5     | 6       | 7       | 8      | 9       | 10      | 11      | 12      | 13    | Pts. | Pos. |
| ---- | ------ | -------- | ------- | ----- | ----- | ------- | ----- | ------- | ------- | ------ | ------- | ------- | ------- | ------- | ----- | ---- | ---- |
| 1967 | 50 cc  | Kreidler | ESP -   | GER - | FRA - | IOM -   | NED 5 | BEL 5   | JAP -   |        |         |         |         |         |       | 4    | 12.º |
| 1968 | 50cc   | Kreidler | GER Ret | ESP - | IOM - | NED 3   | BEL 8 |         |         |        |         |         |         |         |       | 4    | 9.º  |
| 1969 | 50cc   | Kreidler | ESP 1   | GER 1 | FRA 1 |         | NED 3 | BEL 3   | DDR 3   | CZE 4  |         | ULS Ret | NAT 3   | YUG Ret |       | 75   | 2.º  |
| 1970 | 50cc   | Kreidler | GER 8   | FRA 2 | YUG 4 |         | NED 5 | BEL 1   | DDR 1   | CZE 1  |         | ULS 3   | NAT Ret | ESP -   |       | 75   | 2.º  |
| 1970 | 125 cc | Suzuki   | GER Ret | FRA - | YUG 5 | IOM -   | NED 4 | BEL Ret | DDR 5   | CZE 4  | FIN Ret |         | NAT Ret | ESP 8   |       | 31   | 7.º  |
| 1971 | 50cc   | Jamathi  | AUT 5   | GER 5 |       | NED Ret | BEL 4 | DDR Ret | CZE Ret | SWE 7  |         |         | NAT -   | ESP -   |       | 24   | 6.º  |
| 1971 | 125cc  | Maico    | AUT 11  | GER - | IOM - | NED 13  | BEL - | DDR Ret | CZE 15  | SWE 20 | FIN -   |         | NAT -   | ESP -   |       | 0    | -    |
| 1972 | 50cc   | Kreidler | GER -   |       |       | NAT -   |       | YUG -   | NED 8   | BEL 14 | DDR 8   |         | SWE -   |         | ESP - | 8    | 21.º |
| 1972 | 125cc  | Maico    | GER -   | FRA - | AUT - | NAT -   | IOM - | YUG -   | NED -   | BEL 14 | DDR -   | CZE -   | SWE -   | FIN -   | ESP - | 0    | -    |